# Canis per fluvium carnem ferens
Canis per fluvium carnem ferens (dt.: Der Hund, welcher Fleisch durch den Fluss trägt) ist die Fabel I 4 des römischen Dichters Phaedrus, welcher seine Fabeln in fünf Büchern veröffentlichte. Einen Großteil seiner Fabeln hat Phaedrus in Anlehnung an jene des griechischen Dichters Äsop geschrieben. Die Fabeln sind in einem einfachen Versmaß, dem jambischen Senar, verfasst.

## Die Fabel
| Das lateinische Original | Übersetzung |
| --- | --- |
| Canis per fluvium carnem ferens Amittit merito proprium, qui alienum appetit. Canis per flumen carnem cum ferret natans, Lympharum in speculo vidit simulacrum suum, Aliamque praedam an alio ferri putans Eripere voluit; verum decepta aviditas Et, quem tenebat ore, dimisit cibum, Nec, quem petebat, potuit adeo attingere. | Der Hund, welcher Fleisch durch den Fluß trägt. Mit Recht verlieret eignes Gut, wer fremdes wünscht. Es schwamm mit Fleisch durch einen Wasserstrom ein Hund. Da sah im Wasserspiegel er sein Ebenbild, Und weil er meint, ein Andrer seys, der Beute trug, Wollt’ er sie haschen. Doch die Habsucht ward getäuscht: Er ließ die Speise fahren, die im Mund er trug, Und die, nach der er haschte, konnt’ er auch nicht fahn. |

## Interpretation
Der Hund begehrt etwas, was er schon besitzt. Es besteht keine Notwendigkeit, mehr zu erlangen, trotzdem versucht er es und verliert dadurch alles. Daraus folgt: Sei mit dem zufrieden, was du hast und begehre nicht mehr als du benötigst.